# Šćapovec
Šćapovec is een plaats in de gemeente Kloštar Ivanić in de Kroatische provincie Zagreb. De plaats telt 184 inwoners (2001).